# Асановське сільське поселення (Алнаський район)
Аса́новське сільське поселення — колишнє муніципальне утворення в складі Алнаського району Удмуртії, Росія. Адміністративний центр — село Нижнє Асаново.

## Населення
Населення — 865 осіб (2018; 895 у 2015, 949 в 2012, 984 у 2010, 1055 у 2002).

## Історія
Асановська сільрада була утворена 1924 року у складі Алнаської волості Можгинського повіту Вотської АО. 1929 року, після ліквідації волостей, сільрада увійшла до складу новоствореного Алнаського району. З 5 березня 1963 по 16 листопада 1965 років, у зв'язку з ліквідацією Алнаського району, сільрада перебувала у складі Можгинського району. 26 жовтня 2004 року присілок Верхнє Асаново було приєднано до складу села Нижнє Асаново.
Асановське сільське поселення було утворене 1 січня 2005 року шляхом перетворення Асановської сільради у рамках муніципальної реформи у Росії.
Розформоване 9 травня 2021 року законом Удмуртської Республіки за 23 квітня 2021 року № 27-РЗ через переформування муніципального району на муніципальний округ.

## Склад
До складу поселення входять такі населені пункти:
| Населений пункт               | Населення, осіб (2002) | Населення, осіб (2010) | Населення, осіб (2012) |
| ----------------------------- | ---------------------- | ---------------------- | ---------------------- |
| Верхнє Асаново, присілок      | 385                    | -                      | -                      |
| Арляново, присілок            | 48                     | 31                     | 25                     |
| Кучеряново, присілок          | 95                     | 82                     | 71                     |
| Нижнє Асаново, село           | 373                    | 740                    | 732                    |
| Татарське Кізеково, присілок  | 153                    | 0                      | 0                      |
| Удмуртське Кізеково, присілок | 1                      | 131                    | 121                    |

Примітка: У перепису населення 2002 року присілки Татарське Кізеково та Удмуртське Кізеково були переплутані і поміняні місцями.

## Господарство
В поселенні діють 2 середні школи (Нижнє Асаново, Удмуртське Кізеково), 3 садочки (Нижнє Асаново, Кучеряново, Удмуртське Кізеково), бібліотека, клуб, 3 фельдшерсько-акушерських пункти.